# Lyssomanes pauper
Lyssomanes pauper là một loài nhện trong họ Salticidae.
Loài này thuộc chi Lyssomanes. Lyssomanes pauper được Cândido Firmino de Mello-Leitão miêu tả năm 1945.